# Championnat de Slovaquie de hockey sur glace 2011-2012
Saison précédente Saison suivante
La saison 2011-2012 est la dix-neuvième saison des championnats de hockey sur glace de Slovaquie : l’Extraliga, la première division, la 1. liga, second échelon et des autres divisions inférieures.

## Saison régulière
À la fin de la saison régulière, les huit premières équipes sont qualifiées pour les séries éliminatoires ; la dixième équipe dispute un barrage de relégation et l'Équipe de Slovaquie qui joue dix matchs sous le nom de HK Orange 2 est hors compétition.

### Classement
| Clt   | Équipe                 | PJ | V  | VP | D | DP | BP  | BC  | Diff | Pts |
| ----- | ---------------------- | -- | -- | -- | - | -- | --- | --- | ---- | --- |
| +001, | HC Košice              | 55 | 35 | 2  | 1 | 17 | 191 | 130 | +61  | 110 |
| +002, | HK 36 Skalica          | 55 | 33 | 1  | 3 | 18 | 205 | 154 | +51  | 104 |
| +003, | HC Slovan Bratislava   | 54 | 31 | 1  | 7 | 16 | 176 | 138 | +38  | 102 |
| +004, | HK ŠKP Poprad          | 55 | 29 | 4  | 6 | 16 | 187 | 146 | +41  | 101 |
| +005, | Dukla Trenčín          | 55 | 22 | 5  | 3 | 25 | 147 | 149 | -2   | 79  |
| +006, | MsHK Žilina            | 55 | 20 | 6  | 5 | 24 | 138 | 164 | -26  | 77  |
| +007, | HKm Zvolen             | 55 | 21 | 4  | 4 | 26 | 135 | 174 | -39  | 75  |
| +008, | HC ’05 Banská Bystrica | 55 | 16 | 9  | 9 | 21 | 136 | 138 | -2   | 75  |
| +009, | MHC Mountfield Martin  | 55 | 15 | 7  | 4 | 29 | 143 | 186 | -43  | 63  |
| +010, | HK Nitra               | 55 | 13 | 5  | 3 | 34 | 141 | 194 | -53  | 49  |
| +011, | HK Orange 20           | 10 | 0  | 1  | 0 | 9  | 15  | 41  | -26  | 2   |

- Qualifié pour les séries
- Hors compétition
- Barrage de relégation

### Meilleurs pointeurs de la saison régulière
| Rang | Joueur              | Équipe     | B  | A  | Pts |
| ---- | ------------------- | ---------- | -- | -- | --- |
| 1    | Žigmund Pálffy      | Skalica    | 26 | 57 | 83  |
| 2    | René Školiak        | Skalica    | 20 | 42 | 62  |
| 3    | Martin Kulha        | Poprad     | 31 | 21 | 52  |
| 4    | Jan Hruška (en)     | Skalica    | 25 | 27 | 52  |
| 5    | Miroslav Šatan      | Bratislava | 23 | 29 | 52  |
| 6    | Peter Sivák (en)    | Zilina     | 21 | 30 | 51  |
| 7    | Ľubomír Vaic (en)   | Poprad     | 18 | 33 | 51  |
| 8    | Petr Obdrzálek (en) | Skalica    | 16 | 34 | 50  |
| 9    | Richard Rapác (en)  | Poprad     | 20 | 27 | 47  |
| 10   | Miroslav Zálešák    | Košice     | 15 | 32 | 47  |

## Séries éliminatoires
|  | Quarts de finale       | Quarts de finale     |                      |   | Demi-finales | Demi-finales |  |  | Finale | Finale |
|  | Quarts de finale       | Quarts de finale     |                      |   | Demi-finales | Demi-finales |  |  | Finale | Finale |
|  |                        |                      |                      |   |              |              |  |  |        |        |
|  |                        |                      |                      |   |              |              |  |  |        |        |
|  |                        |                      |                      |   |              |              |  |  |        |        |
|  | HC Košice              | 4                    |                      |   |              |              |  |  |        |        |
|  | HC Košice              | 4                    |                      |   |              |              |  |  |        |        |
|  | HC ’05 Banská Bystrica | 1                    |                      |   |              |              |  |  |        |        |
|  | HC ’05 Banská Bystrica | 1                    | HC Košice            | 4 |              |              |  |  |        |        |
|  |                        |                      | HC Košice            | 4 |              |              |  |  |        |        |
|  |                        | HKm Zvolen           | 0                    |   |              |              |  |  |        |        |
|  | HK 36 Skalica          | HKm Zvolen           | 0                    | 2 |              |              |  |  |        |        |
|  | HK 36 Skalica          |                      |                      | 2 |              |              |  |  |        |        |
|  | HKm Zvolen             | 4                    |                      |   |              |              |  |  |        |        |
|  | HKm Zvolen             | 4                    | HC Košice            | 3 |              |              |  |  |        |        |
|  |                        |                      | HC Košice            | 3 |              |              |  |  |        |        |
|  |                        | HC Slovan Bratislava | 4                    |   |              |              |  |  |        |        |
|  | HC Slovan Bratislava   | HC Slovan Bratislava | 4                    | 4 |              |              |  |  |        |        |
|  | HC Slovan Bratislava   |                      |                      | 4 |              |              |  |  |        |        |
|  | MsHK Žilina            | 1                    |                      |   |              |              |  |  |        |        |
|  | MsHK Žilina            | 1                    | HC Slovan Bratislava | 4 |              |              |  |  |        |        |
|  |                        |                      | HC Slovan Bratislava | 4 |              |              |  |  |        |        |
|  |                        | Dukla Trenčín        | 0                    |   |              |              |  |  |        |        |
|  | HK Poprad              | Dukla Trenčín        | 0                    | 2 |              |              |  |  |        |        |
|  | HK Poprad              |                      |                      | 2 |              |              |  |  |        |        |
|  | Dukla Trenčín          | 4                    |                      |   |              |              |  |  |        |        |
|  | Dukla Trenčín          | 4                    |                      |   |              |              |  |  |        |        |

### Quarts de finale
- HC Košice - HC ’05 Banská Bystrica 4:1 (4:3 a.p., 4:3, 0:1, 3:1, 2:1)
- HK 36 Skalica - HKm Zvolen 2:4 (3:4, 3:0, 2:4, 2:4, 3:1, 1:5)
- HC Slovan Bratislava - MsHK Žilina 4:1 (3:2, 4:2, 1:3, 5:2, 8:2)
- HK Poprad - Dukla Trenčín 2:4 (5:0, 4:5, 1:4, 0:3, 2:1, 1:6)

### Demi-finales
- HC Košice – HKm Zvolen 4:0 (7:4, 6:2, 6:1, 5:3)
- HC Slovan Bratislava – Dukla Trenčín 4:0 (5:4 a.p., 6:4, 6:2, 4:3)

### Finale
La finale 2011-2012 du championnat de Slovaquie oppose donc le HC Košice au HC Slovan Bratislava. Les résultats des matchs sont les suivants :
| 8 avril 2012 | Košice | 2-5 (1-3, 0-0, 1-2) | Bratislava | Steel Aréna 6 723 spectateurs |

| Feuille de match | Feuille de match | Feuille de match | Feuille de match | Feuille de match |
| ---------------- | ---------------- | ---------------- | ---------------- | ---------------- |
|                  |                  |                  |                  |                  |
| A. Hylák         | Gardiens         | B. Konrád        |                  |                  |
|                  |                  |                  |                  |                  |
|                  |                  |                  |                  |                  |

| 9 avril 2012 | Košice | 4-2 (1-0, 1-1, 2-1) | Bratislava | Steel Aréna 6 491 spectateurs |

| Feuille de match | Feuille de match | Feuille de match | Feuille de match | Feuille de match |
| ---------------- | ---------------- | ---------------- | ---------------- | ---------------- |
|                  |                  |                  |                  |                  |
| A. Hylák         | Gardiens         | B. Konrád        |                  |                  |
|                  |                  |                  |                  |                  |
|                  |                  |                  |                  |                  |

| 12 avril 2012 | Bratislava | 1-3 (1-0, 0-1, 0-2) | Košice | Zš Ondreja Nepelu 10 021 spectateurs |

| Feuille de match | Feuille de match | Feuille de match | Feuille de match | Feuille de match |
| ---------------- | ---------------- | ---------------- | ---------------- | ---------------- |
|                  |                  |                  |                  |                  |
| B. Konrád        | Gardiens         | A. Hylák         |                  |                  |
|                  |                  |                  |                  |                  |
|                  |                  |                  |                  |                  |

| 13 avril 2012 | Bratislava | 2-1 (1-0, 0-0, 1-1) | Košice | Zš Ondreja Nepelu 10 055 spectateurs |

| Feuille de match | Feuille de match | Feuille de match | Feuille de match | Feuille de match |
| ---------------- | ---------------- | ---------------- | ---------------- | ---------------- |
|                  |                  |                  |                  |                  |
| B. Konrád        | Gardiens         | A. Hylák         |                  |                  |
|                  |                  |                  |                  |                  |
|                  |                  |                  |                  |                  |

| 16 avril 2012 | Košice | 2-1 (pr) (0-1, 1-0, 0-0, 1-0) | Bratislava | Steel Aréna 8 347 spectateurs |

| Feuille de match | Feuille de match                                               | Feuille de match | Feuille de match                                    | Feuille de match                                                  |
| ---------------- | -------------------------------------------------------------- | ---------------- | --------------------------------------------------- | ----------------------------------------------------------------- |
|                  | - M. Zálešák (P. Bartoš) — 27 min 7 s M. Zálešák — 68 min 31 s | 0-1 1-1 2-1      | 6 min 53 s — J. Lipiansky (M. Šatan - L. Hudáček) - | Arbitrage : Juraj Konc et Milan Minár Milan Novák et Martin Korba |
| A. Hylák         | Gardiens                                                       | B. Konrád        |                                                     | Arbitrage : Juraj Konc et Milan Minár Milan Novák et Martin Korba |
| 18 min           | Pénalités                                                      | 16 min           |                                                     | Arbitrage : Juraj Konc et Milan Minár Milan Novák et Martin Korba |
| 39               | Tirs                                                           | 35               |                                                     | Arbitrage : Juraj Konc et Milan Minár Milan Novák et Martin Korba |

| 18 avril 2012 | Bratislava | 6-3 (2-2, 2-1, 2-0) | Košice | Zš Ondreja Nepelu 10 055 spectateurs |

| Feuille de match | Feuille de match | Feuille de match | Feuille de match | Feuille de match |
| ---------------- | ---------------- | ---------------- | ---------------- | ---------------- |
|                  |                  |                  |                  |                  |
| B. Konrád        | Gardiens         | A. Hylák         |                  |                  |
|                  |                  |                  |                  |                  |
|                  |                  |                  |                  |                  |

| 21 avril 2012 | Košice | 1-2 (pr) (1-0, 0-1, 0-0, 0-1) | Bratislava | Steel Aréna 8 347 spectateurs |

| Feuille de match | Feuille de match                                 | Feuille de match | Feuille de match                                                                                          | Feuille de match                                                  |
| ---------------- | ------------------------------------------------ | ---------------- | --- | ----------------------------------------------------------------- |
|                  | R. Jenčík (L. Hvila - M. Miklík) — 10 min 49 s - | 1-0 1-1 1-2      | - 30 min 17 s — L. Hudáček (M. Šatan - A. Jerofejevs) 66 min 23 s — L. Hudáček (R. Kukumberg - I. Švarný) | Arbitrage : René Hradil et Milan Minář Milan Novák et Peter Stano |
| A. Hylák         | Gardiens                                         | B. Konrád        | | Arbitrage : René Hradil et Milan Minář Milan Novák et Peter Stano |
| 2 min            | Pénalités                                        | 10 min           | | Arbitrage : René Hradil et Milan Minář Milan Novák et Peter Stano |
| 42               | Tirs                                             | 37               | | Arbitrage : René Hradil et Milan Minář Milan Novák et Peter Stano |

## Effectif champion 2011-2012: Slovan Bratislava
L'effectif champion est le suivant :
- Gardiens de but : Branislav Konrád, Tomi Karhunen
- Défenseurs : Martin Štajnoch, Peter Frühauf, Michal Dobroň, Ivan Švarný, Alexanders Jerofejevs, Ivan Ďatelinka, Maris Jass, Peter Trška, Lukáš Kozák
- Attaquants : Miroslav Šatan, Ján Lipiansky, Michal Hudec, Roman Kukumberg, Tomáš Bulík, Marek Bartánus, Martin Bakoš, Libor Hudáček, Dávid Buc, Dávid Skokan, Martin Sloboda, Martin Kalináč, Andrej Kudrna, Kevin Harvey, Miroslav Presinger
- Entraîneurs : Jan Neliba, Miroslav Mosnár, Roman Stantien, Rudolf Jurčenko